# هبطة العيد
هبطة العيد: هي سوق تقليدي موسمي تُقام قبل عيد الفطر وعيد الأضحى بثلاثة أيام في مختلف أسواق ولايات سلطنة عُمان. كما وتختلف أيام أقامتها من ولاية لآخرى ففي بعض الولايات تقام خلال العشرة أيام التي تسبق العيدين (الفطر والأضحى). وتسمى أيضا: الهبطة، والحلقة والجِلب.

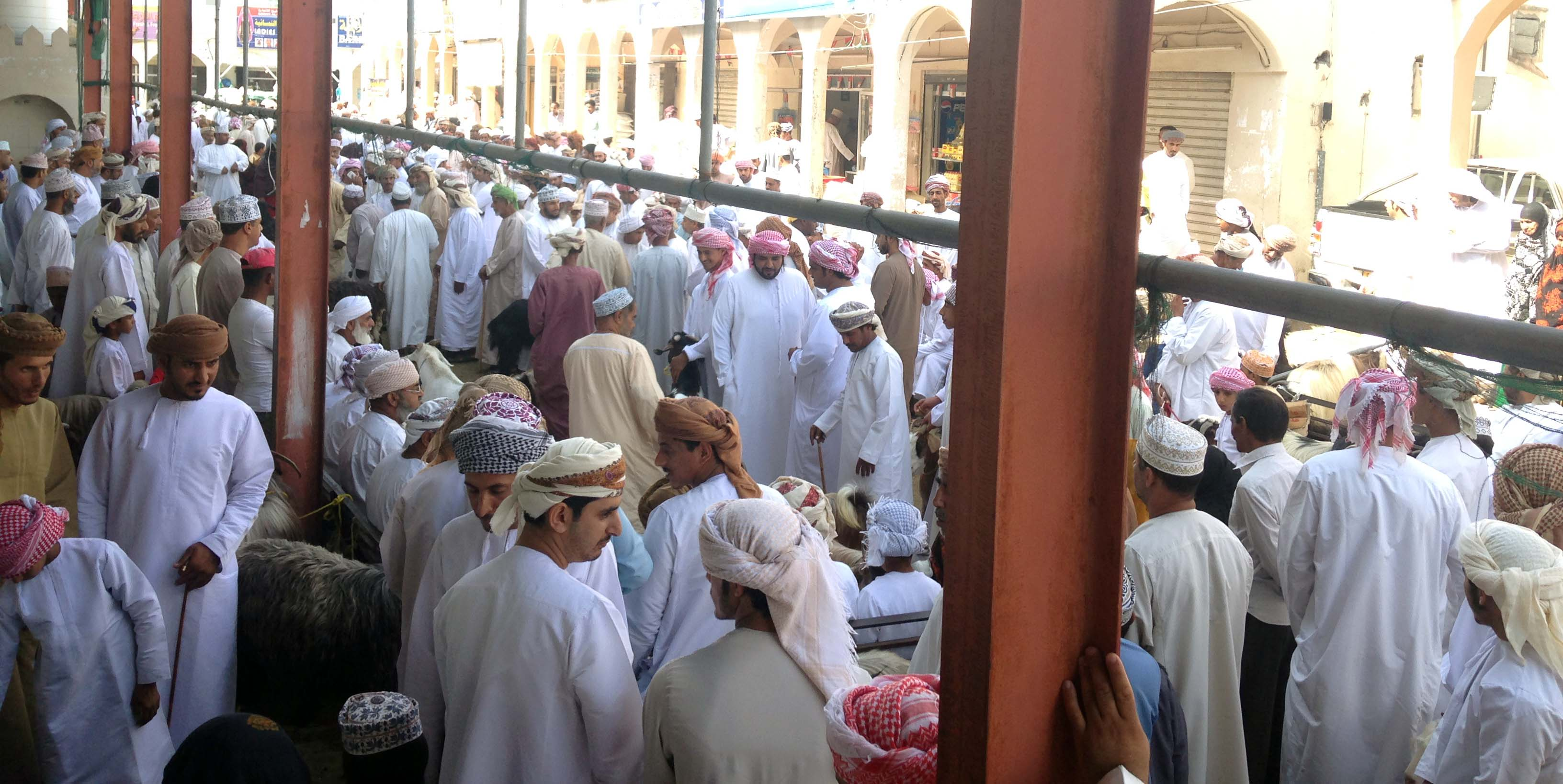
عرض المواشي للبيع والمناداة - تواجد البائعين وشراء المواشي

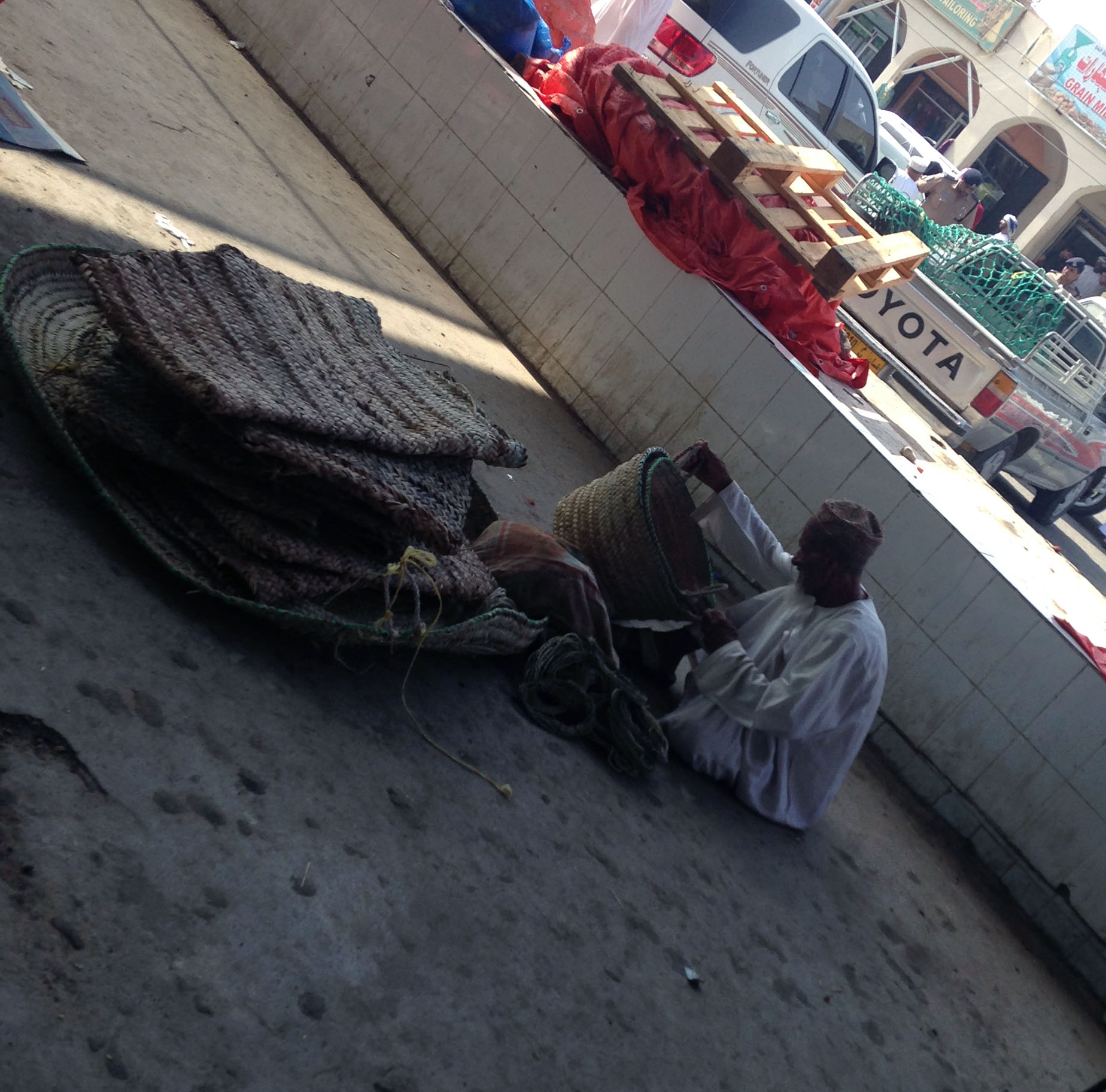
بيع منتوجات سعف النخيل لمستلزمات العيد مثل: خصفة الشواء وسمة تقطيع اللحم

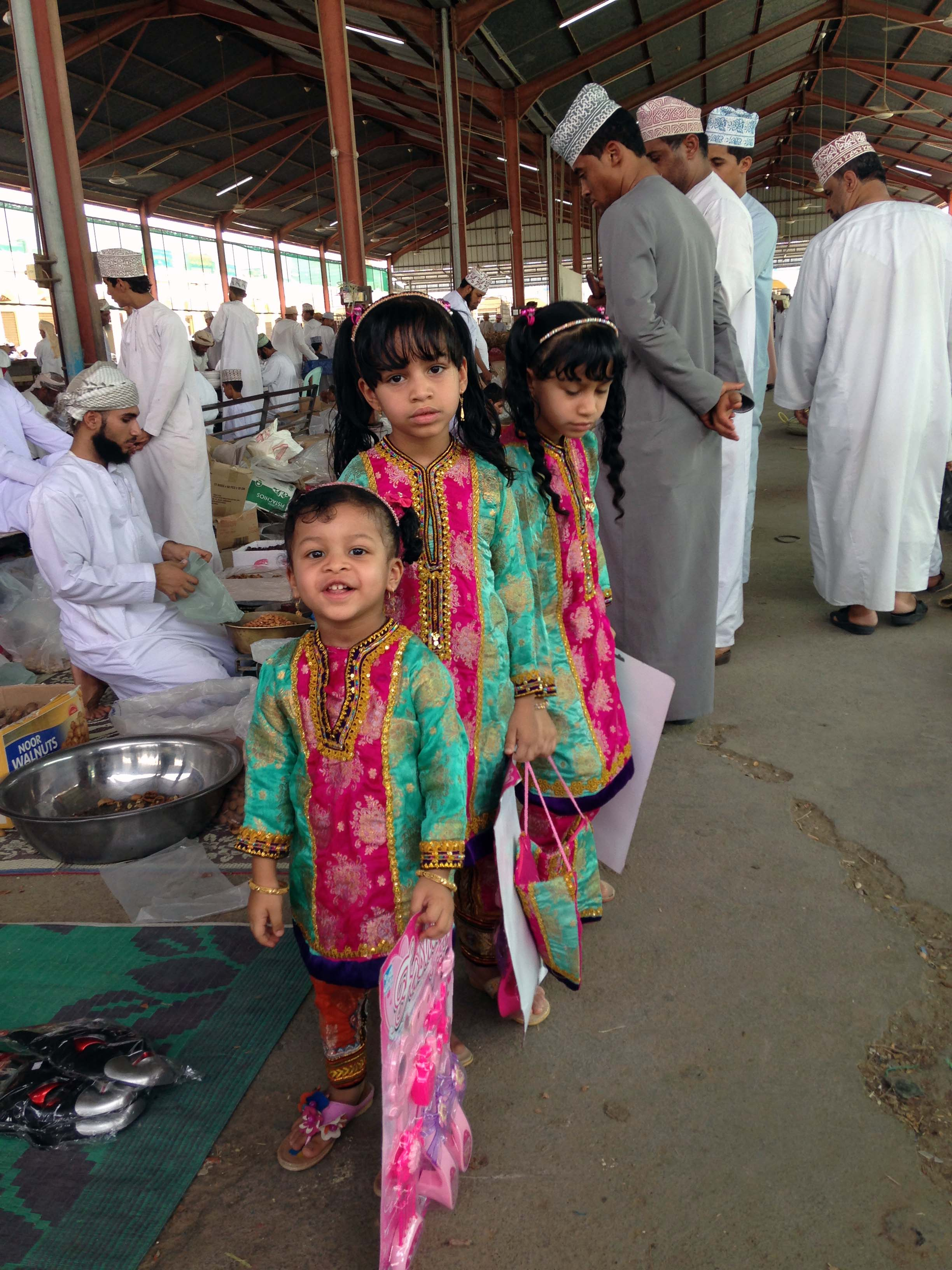
مشاركة الاطفال في حضور الهبطة بالزي العماني وشراء الألعاب والمكسرات

## مسميات الهبطة
1. الهبطة: مأخوذة من هبوط أهل البلاد من حاراتهم وقراهم إلى السوق.
2. الحلقة: مأخوذة من تحلق الناس حول البائعين.
3. الجِلب: مأخوذة من جلب السلع، هذه التسمية شائعة في محافظتي شمال الشرقية، وجنوب الشرقية.[2]

## ماذا يوجد في الهبطة
يباع في الهبطة مختلف احتياجات العيد من: الملابس والمواشي، والحلوى العمانية والعاب الأطفال. ويتنقل العمانيون من هبطة إلى أخرى في الولايات القريبة للبح في أسواقها عن الأفضل خاصة عن اللحوم الحية، متابعة مناشط الهبطة مثل (المناداة) وهي: عملية بيع الأغنام والأبقار والإبل في المزاد العلني. أما بالنسبة للأطفال فتعتبر الهبطة أولى أفراح العيدين، حيث يرتدون أجمل ما لديهم من الملابس العمانية، ويذهبون إلى الهبطة لشراء الألعاب والمكسرات والمأكولات العمانية التي تباع في الهبطة.
كما يباع في الهبطة كل مستلزمات العادات العمانية التي تقام خلال أيام العيد، مثل: مستلزمات إعداد العرسية من اللحم الطازج والسمن البلدي، والعرسية هي وجبة تؤكل عادة قبل الذهاب إلى مصلى العيد وتتكون من الأرز واللحم ويضاف إليها السمن البلدي. كما يشتري العمانيون من الهبطة عيدان المشاكيك المصنوعة من جريد النخيل، وخصفة الشواء المصنوعة من سعف النخيل، وبالإضافة إلى شراء أوراق الموز الناشف، والحطب الذي يستخدم وقودا للشواء وطبخ اللحم، والسكاكين والأدوات المستخدمة في ذبح وتقطيع لحوم العيد. وكذلك يباع مستلزمات الزي العماني للرجال الخناجر العمانية والعصي والدشاديش العمانية والأحذية وغيرها.

## أيام ووقت الهبطة
الهبطات جمع الهبطة، لها موعد معين وثابت ومعروف لدى الأهالي. والهبطات المتعارف عليها تبدأ من الرابع والعشرين من شهر رمضان المبارك الذي يسبق عيد الفطر في الأول من شوال، ويقابله الرابع من ذي الحجة الذي يسبق عيد الأضحى في العاشر من ذي الحجة. وتتواصل الهبطات حتى التاسع والعشرين من رمضان، والتاسع من ذي الحجة.
حيث تقام في ولاية وادي بني خالد أربع هبطات متواصلة، تبدأ في قرية الخالدية ثم هبطات عمق وسوق المصالحة والحويرية، وتستمر إلى السابع والعشرين من رمضان. أما في ولاية إبراء فتبدأ الهبطات بهبطة الثابتي يوم الرابع والعشرين من رمضان أو الرابع من ذي الحجة، ثم تليها هبطة اليحمدي في الخامس والعشرين، ثم هبطة السفالة في السادس والعشرين، وهبطة العلاية في السابع والعشرين. ويوم الخامس والعشرين من رمضان تبدأ هبطة الحمراء وهبطة (نفعا) التابعة لولاية بدبد.
أما في اليوم السادس والعشرين من رمضان قبل عيد الفطر ويقابله السادس من ذي الحجة قبل عيد الأضحى، فتقام الهبطات في ولاية الرستاق، وسمائل (سرور) وصور ووادي المعاول والخابورة والمنترب بولاية بدية، وكذلك في ولايات جعلان بني بو علي والسويق وبهلاء وبركاء وجعلان بني بو حسن ونخل والسيب. وفي يوم السابع والعشرين من رمضان تقام هبطات الكامل والوافي، وأما المضيرب في ولاية القابل فتقام يوم الثامن والعشرين.
أما توقيت الهبطة فهي تبدأ من شروق الشمس إلى الحادية عشرة صباحاَ، وتصل أحيانا إلى الواحدة ظهراً.

## فوائد الهبطة
- المحافظة على التقاليد العمانية: تعتبر الهبطة من الإرث العماني الذي حافظت عليه الأجيال المتعاقبة
- تحقيق عوائد اجتماعية: الهبطة من المناسبات الاجتماعية التي يتم خلال لقاء أفراد المجتمع مع بعضهم البعض للاستمتاع بما يحدث من فعاليات خلالها، كالمناداة التي سبق ذكرها، وتصاحب هبطات بعض الولايات استعراض وركض الخيل وأخرى استعراض وركض الإبل (البوش كما تنادى بالمحلية).
- تحقيق عوائد اقتصادية: تتجهز العديد من العوائل العمانية لعرض منتوجاتها في الهبطة، حيث تعتبر الهبطة موسم ممتاز لكسب الربح. وتعتبر الهبطة فرصة لمربين الأغنام والأبقار والإبل لبيع مواشيهم بأسعار جيدة، نظرا للإقبال على المواشي المحلية في الهبطات. كما تنتج بعض الأسر بعض المأكولات العمانية وتبيعها في الهبطة، بالإضافة أن الهبطة فرصة لبيع ألعاب العيد للأطفال والأنواع المتعددة من المكسرات والحلوى العمانية التي تعتبر من أساسيات الضيافة العمانية في العيد عند زيارة الأقارب لبعضهم البعض.[5]

## الهبطة والدول العربية
وتعتبر الهطبة من التفعيل الموسمي للأسواق بمختلف المعروضات التي تعرض بالأسواق خلال تلك الفترة التي تسبق الأعياد، وتختلف المعروضات من ولاية لأخرى من ولايات سلطنة عُمان، وتقام الهبطة بأسواق عمانية: بعضها مستمر طوال العام بمعروضاته التجارية وينشط في الهطبة بإضافة معروضات العيد، وبعض الأسواق تستخدم فقط أيام الهبطة وفي بقية أيام السنة لا تكون شغالة.
كما تنتشر فعاليات الهبطة بمسمياتها المختلفة في أغلب الدول العربية قُبيل العيد، حيث تنشط عملية شراء اللحم بالدول العربية وبالإضافة لاحتياجات ومستلزمات العيد من تلك الأسواق المنتشرة في الدول العربية.
ملاحظة 1: الصور من سوق السفالة في ولاية إبراء بسلطنة عمان.
ملاحظة 2: توجد العديد من صور عن الهبطة بمختلف ولايات سلطنة عمان في محرك البحث جوجل: صور جوجل عن الهبطة